# Naddatek obróbkowy
Naddatek obróbkowy – w obróbce skrawaniem warstwa materiału pozostawiona po wykonanej operacji  w celu dalszej obróbki w operacjach następnych.
Wielkość naddatku zależy od rodzaju obróbki, przewidzianych do użycia narzędzi oraz oczekiwanej chropowatości powierzchni; np. obróbka zgrubna pozwala na duże naddatki, obróbka wykańczająca wymaga zwykle niewielkich naddatków. Znajomość ustalonych doświadczeniem wielkości naddatków pozwala zaprojektować proces obróbki i rozdzielić prace przygotowawcze na kilka wyspecjalizowanych zespołów w celu skrócenia czasu produkcji.